# Ulrike Kolb

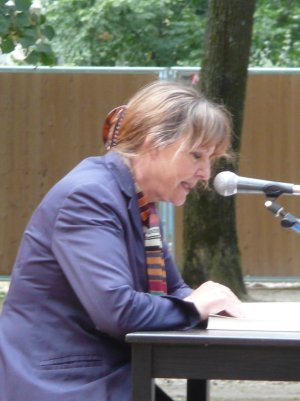
Ulrike Kolb bei einer Lesung auf dem Erlanger Poetenfest 2009

Ulrike Kolb (* 14. Juli 1942 in Saarbrücken) ist eine
deutsche Schriftstellerin.

## Leben
Ulrike Kolb ist die Tochter eines Fabrikanten. Sie studierte nach dem Abitur, das sie an einem Internat im Schwarzwald machte, zwei Semester an der Werkkunstschule Saarbrücken. Danach absolvierte sie eine Haushaltsschule in Paris und eine Sprachschule in London. Es folgte eine Ausbildung zur Fremdsprachenkorrespondentin in Berlin und ein Studium der Pädagogik. Während dieser Zeit engagierte sich Kolb in der Studentenbewegung.
Sie arbeitete in Berlin in einem Kinderladen und einem Jugendfreizeitheim sowie nach dem Umzug nach Frankfurt am Main in einer Fachschule für Kindergärtnerinnen und einer Kindertagesstätte. Ab 1979 war sie journalistisch tätig und schrieb u. a. Kolumnen für die Frankfurter Rundschau. Heute lebt sie als freie Schriftstellerin in Berlin.
Ulrike Kolb ist Verfasserin von Romanen und Erzählungen, in denen unterschiedliche Formen der Wirklichkeitserfahrung und vor allem die Erinnerung eine wichtige Rolle spielen.
Ulrike Kolb erhielt mehrere Literaturstipendien, 1995 den Preis des Landes Kärnten beim Ingeborg-Bachmann-Wettbewerb, zuletzt die Eugen-Viehof-Ehrengabe der Deutschen Schillerstiftung. Für 2024 wurde ihr der Kunstpreis des Saarlandes zuerkannt.
Sie hat eine Tochter.

## Werke (Auswahl)

### Als Autorin
Belletristik
- Die Rabe. Erzählung. Tende Verlag, Münster 1984, ISBN 3-88633-130-X.
- Idas Idee. Roman. Dtv, München 1995, ISBN 3-423-10818-5 (Nachdr. d. Ausg. Frankfurt/M. 1985).
- Schönes Leben. Roman. Conte Verlag, Saarbrücken 2002, ISBN 3-9808118-2-4 (Nachdr. d. Ausg. Köln 1990).[4]
- Eine Liebe zu ihrer Zeit. Roman. Dtv, München 2003, ISBN 3-423-13108-X (Nachdt. d. Ausg. Reinbek 1995).
- Roman ohne Held. 3. Aufl. Klett-Cotta, Stuttgart 1997, ISBN 3-608-93405-7.
- Frühstück mit Max. Roman. Dtv, München 2002, ISBN 3-423-12911-5 (Nachdr. d. Ausg. Stuttgart 2000).
- Diese eine Nacht. Roman. Dtv, München 2005, ISBN 3-423-13292-2 (Nachdr. d. Ausg. Stuttgart 2003).
- Yoram. Roman. Wallstein, Göttingen 2009, ISBN 978-3-8353-0559-5.
- Die Schlaflosen. Roman. Wallstein, Göttingen 2013, ISBN 978-3-8353-1211-1.
- Erinnerungen so nah. Wallstein, Göttingen 2021, ISBN 978-3-8353-3835-7.

Sachbücher
- Salto vitale. Frauen in Alltagsprojekten. Fischer Taschenbuchverlag, Frankfurt/M. 1981, ISBN 3-596-24048-4 (zusammen mit Jutta Stössinger).
- Wo die Natur am schönsten ist. Naturdenkmale in Hessen. Verlag Ellert & Richter, Hamburg 1988, ISBN 3-89234-044-7 (zusammen mit Klaus Bossemeyer und Elisabeth Kiderlen)

Essay
- Werden Sie Akrobat! Idylle, Krieg und Gegenwart. Rede an die Abiturienten des Jahrgangs 2006. Hg. von Ralph Schock. Gollenstein, Blieskastel 2006, ISBN 3-938823-12-7.

### Als Herausgeberin
- Die Versuchung des Normalen. Autoren stellen sich ihrer Geschichte. Tende Verlag, Frankfurt/M. 1986, ISBN 3-88633-091-5.

### Als Übersetzerin
- Jacques Briod: Ich lass mich nicht behindern („Soudain un train“). Droemer Knaur, München 2003, ISBN 3-426-77675-8.
- Amaury du Closel: Erstickte Stimmen. „entartete Musik“ im Dritten Reich („Les voix étouffées du IIIe Reich“). Böhlau Verlag, Wien 2010, ISBN 978-3-205-78292-6.